# NTT 그룹

NTT 그룹 CI

NTT 그룹(일본어: NTTグループ)은 지주회사인 일본전신전화 주식회사를 중심으로 하는 일본의 기업 집단 또는 그 전화 사업체 그룹을 가리킨다.
NTT 그룹 협정 제2조에서 ‘따로 정하는 회사’(別に定める会社)는 2005년 1월 1일 현재 428개 사가 있다. 일본에서의 전화 사업체 그룹으로서의 NTT 그룹을 말할 때에는 동일본 전신전화(NTT 동일본)과 서일본 전신전화(NTT 서일본), NTT 커뮤니케이션즈의 3개사에 한정되지만, 기업 집단으로서의 NTT 그룹을 가리킬 때에는 NTT 도코모와 NTT 데이터 등도 포함한다. 일반적으로 NTT 그룹의 주요 5개사로는 동일본 전신전화, 서일본 전신전화, NTT 커뮤니케이션즈, NTT 도코모, NTT 데이터를 가리키고, 주요 8개사라고 할 때에는 위 5개사에 NTT 도시개발, NTT 패실리티즈, NTT 컴웨어를 포함한다. 직원 규모나 연구 센터, 부동산 자산 등을 포함해 종합적으로 볼 때에는 일본 최대의 기업체이다.
‘NTT ○○’라는 회사명은 등기상으로는 원칙적으로 ‘엔·티·티·○○’(エヌ·ティ·ティ·○○)이다.

## 주요 기업
- 일본전신전화 (지주회사)
- 동일본 전신전화 (NTT 동일본)
- 서일본 전신전화 (NTT 서일본)
- NTT 커뮤니케이션즈
- NTT 도코모
- NTT 데이터
- NTT 도시개발
- NTT 패실리티즈
- NTT 컴웨어
- 다이멘션데이타

## 계열사

#### 일본전신전화 (지주회사)
- NTT 캐피탈 (U.K.)주식회사 (영국)
- NTT 아이티 - NTT 아이티 주식회사
- NTT 애드 - 주식회사 NTT 애드
- NTT 어드밴스테크놀로지 - NTT 어드밴스테크놀로지 주식회사
- NTT 애프티 - NTT 애프티 주식회사
- NTT 일렉트로닉스 - NTT 일렉트로닉스 주식회사 보관됨 2020-08-06 - 웨이백 머신
- NTT 클라러티 - NTT 클라러티 주식회사
- NTT 소프트웨어 - NTT 소프트웨어 주식회사
- NTT 트래블서비스 - 주식회사 NTT 트래블서비스
- NTT 비즈니스 어소시에 - NTT 비즈니스 어소시에 주식회사
- NTT 휴먼솔루션즈 - NTT 휴먼솔루션즈 주식회사
- NTT 파이낸스 - NTT 파이낸스 주식회사
- NTT 러닝시스템즈 - NTT 러닝시스템즈 주식회사 보관됨 2007-07-09 - 웨이백 머신
- NTT 레저넌트 - NTT 레저넌트 주식회사
- NTT 로지스코 - 주식회사 NTT 로지스코
- NTT 출판 - NTT 출판 주식회사
- NTT 건강보험조합
- 사이버 라보
- 일본 카솔루션즈
- 일본정보통신
- 정보통신총합연구소

#### NTT 동일본
- NTT-BP - NTT 브로드밴드 플랫폼 주식회사
- NTT-ME - 주식회사 NTT ME
- NTT 스포츠 커뮤니티 - NTT 스포츠 커뮤니티 주식회사 (오미야 아르디자)
- NTT 솔코 - 주식회사 NTT 솔코

#### NTT 서일본
- NTT 네오메이트 - 주식회사 NTT 네오메이트 보관됨 2007-07-15 - 웨이백 머신
- NTT 마케팅액트 - NTT 마케팅액트

#### NTT 커뮤니케이션즈
- NTT Com 체오 - NTT Com 체오 주식회사
- NTT PC 커뮤니케이션즈 - 주식회사 NTT PC 커뮤니케이션즈
- NTT-WE 마린 - NTT 월드 엔지니어링 마린 주식회사
- NTT 네비스페이스 - NTT 네비스페이스 주식회사
- NTT 비주얼통신 - NTT 비주얼통신 주식회사
- NTT 비즈링 - NTT 비즈링 주식회사

그 외에도 다수의 그룹 기업 보관됨 2007-07-15 - 웨이백 머신이 존재한다.

## 이름이 유사한 기업
아래 두 회사도 ‘NTT’를 기업명에 사용하지만, 실제로는 도쿄 컴퓨터서비스의 자회사로, 자본적으로 NTT 그룹과는 아무 관계도 없다.
- NTT 시스템개발 (주)
- NTT 시스템기연 (주)